# 安德烈·坎普拉
安德烈·坎普拉（法語：André Campra；1660年12月4日—1744年6月29日），生于普罗旺斯，逝世於凡尔赛宫，法国作曲家和指挥。
坎普拉的活动时间在吕利和拉莫之间，他参与了法国歌剧的改革。

## 生平
安德烈的父亲让-弗朗佐瓦·坎普拉（Jean-François Campra），是一位来自意大利Graglia的外科医生和小提琴手，他的母亲是Louise Fabry，普罗旺斯地区艾克斯（Aix）人。安德烈的父亲是他的第一位音乐教师。安德烈在1674年成为艾克斯的Saint-Sauveur教堂的一个唱诗班男童，并且4年以后在教会学习。由于没有获得上级批准，他在1681参加戏院表演后被训斥，但他还是在同年5月27日成为教堂的牧师。
坎普拉在Arles和图卢兹的教堂从事音乐指导工作后，自1694年到1700年，他成为巴黎圣母院的音乐指导。
自1697年始，坎普拉的音乐生涯开始转向歌剧院。然后，他成为康蒂王子的音乐指导，1730年他又成为歌剧院主管。他的作品《华丽的欧罗巴》（L'Europe galante）展示了他芭蕾歌剧的创作天赋。
其后，坎普拉在皇家音乐学院（Académie Royale de Musique）工作，路易十五去世后，他的在凡尔赛宫的王室礼拜堂（Royal Chapel）工作。
1720年后，他重新回到了宗教音乐领域直至逝世，享年83岁。

## 作品
抒情悲剧
- Hésione(赫西俄涅，1700)
- Tancrède(坦克雷德（坦瑟瑞德），1702)
- Iphigénie en Tauride(伊菲在陶里斯，1704)
- Télémaque(泰尔马科斯，1704)
- Alcine(阿尔西纳，1705)
- Hippodamie(1708)
- Idoménée(伊多梅尼奥，1712)
- Télèphe(1713)
- Camille, reine des Volsques(卡米拉，1717)
- Achille et Déidamie(阿基里斯与黛达弥亚，1735)

芭蕾歌剧
- L'Europe galante(华丽的欧罗巴，1697)
- Le carnaval de Venise(威尼斯狂欢节，1699)
- Aréthuse(林中仙子，1701)
- Les Muses(缪斯，1703)
- Les fêtes vénitiennes(威尼斯的庆典，1710)
- Énée et Didon(狄多与埃涅阿斯，1714)
- Les âges(时光，1718)

康塔塔
- Three books (三卷，1708，1714和1728)

宗教音乐
- Nisi Dominus (不是最后的主，1722)
- Requiem (安魂弥撒，after 1723)
- Motets for the royal chapel (皇家礼拜堂经文歌，1723-1741)

## 錄音節選
坎普拉的作品已经有了一些录音。其中抒情悲剧《坦克雷德》有Erato公司马瓜指挥的录音，《伊多梅尼奥》有Harmonia mundi公司克里斯蒂指挥的录音。芭蕾歌剧《华丽的欧罗巴》有DHM公司莱文哈特指挥的录音。

## 外部連結
- 安德烈·坎普拉的免费乐谱，由国际乐谱典藏计划提供
- 公有領域聲樂檔案館上安德烈·坎普拉的作品